# Полоз рудий
Полоз рудий (Pseudelaphe flavirufa) — вид змій родини полозових (Colubridae)

## Таксономія
Має 3 підвиди. Довгий час його відносили до роду Полоз-елаф (Elaphe). 
Відокремлено у самостійний рід у 1943 році.

## Опис
Загальна довжина коливається від 120 до 176 см. Голова витягнута, стиснута з боків. тулуб стрункий, хвіст досить довгий. Очі дуже великі, райдужка сіра, зіниця при яскравому світлі стає зовсім маленькою. Черевні килі відносно непогано розвинені. Забарвлення жовтуватий або жовтувато-сірий. Малюнок складається з великих коричневих або червоно-коричневих сідлоподібних плям з темною облямовкою на спині й невеликих плям з боків. Черево палево-жовтого або жовтувато-сірого кольору, часто з темними цятками. Молоді полози мають контрастніше забарвлення, яка тьмяніє з віком. 

## Спосіб життя
Полюбляє долинні ліси. Часто зустрічається поблизу будівель людини, у парках, на фермах і на околиці поле для гольфу і крикету. Зустрічається на висоті до 500 м над рівнем моря. Активна вночі. Живе переважно на землі, хоча іноді може залазити на дерева. Харчується дрібними гризунами, переважно хом'яками, хоча не гидує ящірками, птахами й навіть кажанами. 
Це яйцекладна змія. Самка відкладає до 12 яєць.

## Розповсюдження
Мешкає у Мексиці, Белізі, Гватемалі, Гондурасі та Нікарагуа. 

## Підвиди
- Pseudelaphe flavirufa flavirufa
- Pseudelaphe flavirufa matudai
- Pseudelaphe flavirufa pardalina

У неволі зазвичай зустрічаються два з чотирьох підвидів: 
Elaphe flavirufa flavirufa - полоз рудий мексиканський. Поширений на східному узбережжі Мексики. Забарвлення жовтувате та жовтувато-коричневе. На спині є від 17 до 24 червонуватих або червоно-коричневих плям. Кожне сідлоподібна пляма займає від 6 до 10 спинної луски. 
Elaphe flavirufa pardalina - полоз рудий гватемальський. Зустрічається у Белізі, Гватемалі, Гондурасі та Нікарагуа. Дуже схожий з номінативним підвидом. На тулубі є від 36 до 46 великих плям, ще від 17 до 23 на хвості. В іншому забарвлення дуже схожа. Молоді особини зазвичай темніше, у забарвленні більше сірого, ніж у мексиканського підвиду. 
Це дуже популярні змії, особливо серед американських терраріумістов. Вони непогано живуть й розмножуються в неволі.